# ميخائيل باتيست
ميخائيل باتيست (بالإنجليزية: Michael Batiste)‏ هو لاعب كرة قدم أمريكية أمريكي، ولد في 24 ديسمبر 1970 في بومونت في الولايات المتحدة.

## وصلات خارجية
- ميخائيل باتيست على موقع مرجع كرة القدم المحترفة.كوم (الإنجليزية)